# Nemmers-Preis
Nemmers-Preis (englisch Nemmers Prize) heißen eine Reihe von Preisen, die von der Northwestern University in Evanston (Illinois) in zweijährigem Rhythmus vergeben werden. Sie wurden von dem Hochschullehrer und Unternehmer Erwin Esser Nemmers und seinem Bruder, dem Musikverleger Frederic Esser Nemmers mit 14 Millionen US-Dollar Vermögen gestiftet.
Die Preise sind nach einem der Stifter, Frederic E. Nemmers, beziehungsweise seinen Eltern, Mechthild Esser Nemmers und Erwin Plein Nemmers, und seinem Großvater, Michael Ludwig Nemmers, benannt. Aus dem Stiftungsvermögen werden außerdem vier Professuren an der Kellogg Graduate School of Management der Northwestern University finanziert.
| Name des Preises                            | englischer Name                                   | erstmalige Vergabe |
| ------------------------------------------- | ------------------------------------------------- | ------------------ |
| Nemmers-Preis für Wirtschaftswissenschaften | Erwin Plein Nemmers Prize in Economics            | 1994               |
| Nemmers-Preis für Mathematik                | Frederic Esser Nemmers Prize in Mathematics       | 1994               |
| Nemmers-Preis für Komposition               | Michael Ludwig Nemmers Prize in Music Composition | 2004               |
| Nemmers-Preis für Medizin                   | Mechthild Esser Nemmers Prize in Medical Science  | 2016               |
| Nemmers-Preis für Geowissenschaften         | Nemmers Prize in Earth Sciences                   | 2018               |